# Eugen Adalbert Woycke
Eugen Adalbert Woycke (* 1843; † nach 1909) war ein deutscher Pianist, Komponist und Musikpädagoge.
Woycke war seit 1871 mit der Geigerin und Musikpädagogin Emmy Drechsler Hamilton verheiratet. Er trat mit dieser gemeinsam im Duo, aber auch als Klaviersolist auf und gab privaten Klavierunterricht. Er komponierte Klavierwerke, Lieder und Kammermusik.

## Werke
- Madelaine, mazurka èlègante für Klavier, 1862
- Minnie, morceau de salon für Klavier, 1868
- Impromptu pour Piano, 1868
- Étude de Concert für Klavier, 1868
- Ada, fantaisie impromptu. für Klavier, 1868
- Beatrice, morceau de salon für Klavier, 1869
- The Fairy's Dream für Klavier, 1872
- The Rosebud & the Burnie Lied nach Peter Macmorland, 1876
- Three Album Leaves für Klavier, 1879
- Mabel. Morceau de salon für Klavier, 1880
- Au Rouet, impromptu pour Piano, 1880
- L'Oisillon. Caprice ... for the pianoforte, 1882
- Andante in D Flat. für Klavier, 1882
- Three Melodious Sketches for the pianoforte, 1884
- Gertrude für Klavier, 1885
- L'Escarpolette für Klavier, 1885
- Le DiadeÌ, 1885
- Afton Water, transcribed for the Piano-Forte, 1885
- Quatriel, 1887
- Deux Moments Musicaux. für Violine und Klavier, 1892
- Sonate Sentimentale pour violon avec piano, 1894
- Scottish Songs without Words for the Pianoforte, 1897
- Duets for Piano and American Organ , 1897
- Pianoforte Album., 1889
- Three Compositions for Piano., 1903
- Valse Leggiero. Impromptu für Klavier, 1904
- Twelve Lyric Gems of Scotland, transcribed for the Piano, 1906
- The Romance of Love. Three Pianoforte Pieces., 1909
- Alice, Morceau de Salon pour le Piano

## Quelle
- Sophie-Drinker-Institut - Drechsler-Hamilton, Hamilton-Drechsler, Hamilton

| Personendaten    | Personendaten                                  |
| ---------------- | ---------------------------------------------- |
| NAME             | Woycke, Eugen Adalbert                         |
| KURZBESCHREIBUNG | deutscher Pianist, Komponist und Musikpädagoge |
| GEBURTSDATUM     | 1843                                           |
| STERBEDATUM      | nach 1909                                      |